# Профсоюзная улица (Ломоносов)
Профсою́зная улица — улица в городе Ломоносове Петродворцового района Санкт-Петербурга. Проходит от улицы Победы до Ораниенбаумского проспекта.
Первоначальное название — Софи́йская улица. Оно появилось в 1900-х годах и происходит от имени дочери землевладельца И. И. Илимова — Софии. В честь самого Илимова назывались Илимовская (ныне улица Красного Флота) и Ивановская (улица Победы) улицы.
В 1934 году улицу переименовали в Профсоюзную в честь советских профсоюзов.

## Перекрёстки
- улица Победы
- улица Красного Флота
- Ораниенбаумский проспект